# Jan Hugens
Johannes Joseph Hugens, detto Jan (Heerlen, 22 marzo 1939 – Amstenrade, 12 marzo 2011), è stato un ciclista su strada olandese.
Professionista dal 1960 al 1968.

## Carriera
Da dilettante ottenne ottimi risultati sia nelle corse a tappe, conseguendo piazzamenti quali il secondo posto al Kroz Jugoslaviju (Giro di Jugoslavia) nel 1958, il secondo posto nel Ronde van Noord-Holland e il settimo nell'Olympia's Tour nel 1959, sia nelle prove in linea.
Nel 1960 prese parte ai Giochi olimpici di Roma sia nella prova in linea, dove però terminò nelle posizioni di rincalzo, sia nella prova della 100 km a squadre, quarto.
Dopo l'avventura olimpica maturò il salto fra i professionisti, già nel 1961 si mise in evidenza con alcuni piazzamenti in gare a cronometro: terzo nel Gran Premio di Lugano e settimo nel Grand Prix des Nations.
Nella stagione successiva colse due successi di tappa al Tour de l'Avenir, ma in Svizzera raccolse la maggior parte dei risultati, infatti, oltre a vincere il Tour des Quatre Cantones, fu quinto al Campionato di Zurigo, settimo al Gran Premio di Lugano e ottavo al Tour du Nord-Ouest de la Suisse, per quanto riguarda le prove in linea, sesto nel Tour de Suisse, con un secondo posto nella sesta frazione dietro l'italiano Luigi Mele, per quanto concerne quelle a tappe.
Nel 1965 colse il podio al Campionato di Zurigo, giungendo terzo dietro l'italiano Franco Bitossi e lo svizzero Roland Zoeffel, e si mise ancora in evidenza nelle prove a cronometro: quarto sia nel Gran Premio di Lugano che nel Gran Premio des Nations, ottavo nel Trofeo Baracchi in coppia con Arie den Hartog.
Nel 1966 chiuse al terzo posto la prima edizione della Amstel Gold Race, dietro Jean Stablinski e Bernard Van De Kerkhove. In testa fino a poche centinaia di metri dal traguardo Hugens dovette arrendersi al ritorno di Stablinski, anche a causa di un salto di catena.
Dopo il ritiro lavorò prima presso delle ditte di costruzioni e poi come bidello scolastico. Morì a 71 anni per un cancro al rene.

## Palmarès
- 1958 (dilettanti)

Liegi-Marche-Liegi
1ª tappa Olympia's Tour
- 1959 (dilettanti)

Campionati olandesi soldati, Prova in linea
Ronde van Friesland
Grand Prix Francois Faber
5ª tappa Olympia's Tour
- 1960 (dilettanti)

2ª tappa Österreich-Rundfahrt
7ª tappa Österreich-Rundfahrt
- 1962

Tour des Quatre Cantons
Grand Prix de Brasschaat
Hoogezand-Sappemeer
Luven-Gent (Indipendenti)
5ª tappa Tour de l'Avenir
13ª tappa Tour de l'Avenir
- 1964

Tour des Quatre Cantons
- 1965

Grand Prix Union-Brauerei

### Altri successi

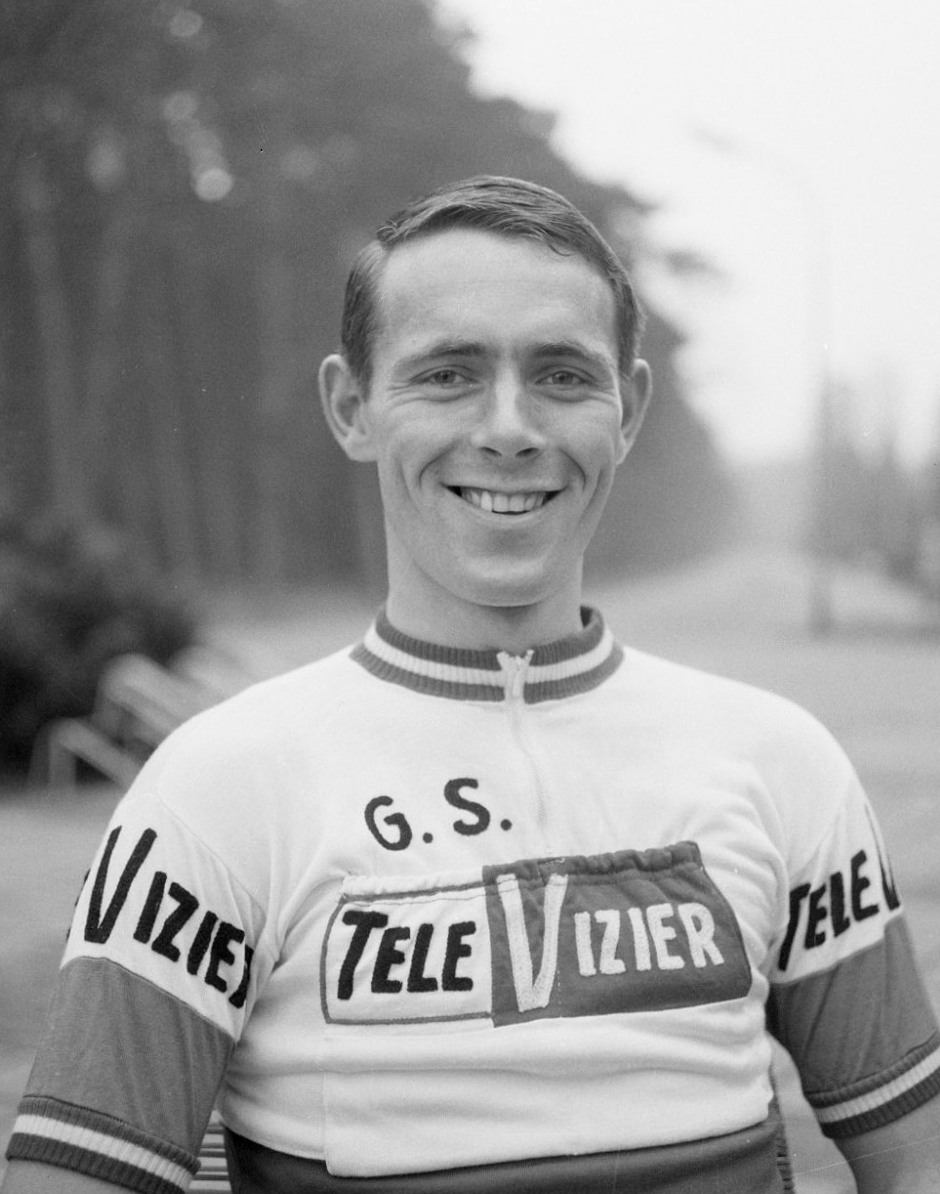
Jan Hugens in maglia Televizier nel 1964

- 1962

Criterium di Zurigo
Criterium di Wettingen
- 1965

Ronde van de Molen - Oosterhout (Criterium)
Criterium di Lommel (il 4 settembre)
Kermesse di Lommel (il 26 luglio)
Kermesse di Helem
- 1966

Criterium di Munstergeleen
- 1967

Criterium di Lemmer

## Piazzamenti

### Competizioni mondiali
- Campionato del mondo

Waregem 1957 - In linea dilettanti: 12º
Remis 1958 - In linea dilettanti: 15º
Zandvoort 1959 - In linea dilettanti: 43º
Salò 1962 - In linea: ?º
Ronse 1963 - In linea: ?º
- Giochi olimpici

Roma 1960 - In linea: 38º
Roma 1960 - Cronosquadre: 4º